# Угличское викариатство
У́гличское викариа́тство — викариатство Ярославской епархии Русской православной церкви, существовавшая до 2002 года.

## История
Угличское викариатство начало существование 9 апреля 1888 года. Его архиереи имели местопребывание в 1888—1895 гг. в Ростове, а с 29 марта 1895 года — в Ярославле, в Толгском монастыре Ярославля.
В 1928 году пресеклась. В 1954 году вновь последовало назначение на Угличскую кафедру. Вторично пресеклась в 1963 году во времена хрущёвских гонений на церковь. Последнее назначение епископа на кафедру произошло в 1999 году.
С 2002 года кафедра вдовствовала, а в 2012 году наименование её кафедрального города епархии вошло в титул епархиального архиерея (Рыбинский и Угличский) созданной Рыбинской епархии.

## Епископы
- 1 мая 1888 — 29 июля 1893 — Амфилохий (Сергиевский-Казанцев)
- 21 августа 1893 — 18 февраля 1895 — Никон (Богоявленский)
- 29 марта 1895 — 7 февраля 1901 — Иоанникий (Казанский)
- 18 марта 1901 — 26 марта 1906 — Сергий (Воскресенский)
- 28 мая 1906 — 27 февраля 1909 — Евсевий (Гроздов)
- 15 марта 1909 — 22 января 1920 — Иосиф (Петровых)
- 15 февраля 1920 — 17 февраля 1928 — Серафим (Самойлович)
- 1928 — Тихон (Тихомиров)  в/у, еп. б. Кирилловский
- 28 ноября 1954 — 21 октября 1960 — Исаия (Ковалёв)
- 26 марта 1961 — 14 мая 1963 — Кассиан (Ярославский)
- 26 мая — 29 мая 1963 — Варфоломей (Гондаровский)
- 31 января 1999 — 7 октября 2002 — Иосиф (Балабанов)